# مارگاریت بوژه
مارگاریت بوژه (فرانسوی: Marguerite Beaugé‎؛ ۲۳ اکتبر ۱۸۹۲ – ۶ آوریل ۱۹۷۷) تدوین‌گر اهل فرانسه بود.
از فیلم‌هایی که وی در آن‌ها نقش داشته‌است، می‌توان به ناپلئون، ترانه یک دریانورد و پی‌پی لو موکو اشاره نمود.